# Ximeno Dahe
Ximeno Dahe (Aragó, segle XV - Calataiud?, 1431) fou un cardenal del Regne d'Aragó.
Ardiaca de Benasc i canonge de Lleida, fou un dels quatre cardenals creats el 27 de novembre de 1422 per Benet XIII (1412-1423) a fi d'assegurar la seva successió.
Com a cardenal va rebre el títol de San Llorenç a Lucina.
A la mort de Benet XIII, participà en l'elecció de Gil Sanxis Munyós (Climent VIII).